# Giovanni Battista Re
Giovanni Battista Re (Borno, 30 de enero de 1934) es un cardenal católico italiano. Es el actual decano del  Colegio Cardenalicio, desde enero de 2020.

## Biografía
Re nació el 30 de enero de 1934, en la localidad italiana de Borno. Procede de una familia sencilla de Val Camonica que, según los archivos municipales, parece haber estado en Borno desde 1630. Hijo del carpintero Matteo Re (1908-2012). Tiene seis hermanos, del cual destaca Giovanna, religiosa canossiana. Su primo Pietro Atanasio Re MCCJ (1944-1994), fue misionero en Togo, donde murió y fue enterrado.
Ingresó al Seminario de Brescia a la edad de once años, en 1945, inmediatamente después de la Segunda Guerra Mundial, completó sus estudios secundarios y superiores y asistió a cursos de Filosofía y Teología. 
En octubre de 1957, Re fue enviado a Roma, donde fue alumno del Seminario Pontificio Lombardo durante tres años y asistió a la Pontificia Universidad Gregoriana, donde obtuvo el doctorado de Derecho canónico en 1960.
Asistió a la Academia Pontificia Eclesiástica, donde cursó estudios en diplomacia eclesiástica, en 1961.
Además de su italiano nativo, también habla inglés y español.

### Sacerdocio
Su ordenación sacerdotal fue el 3 de marzo de 1957, en la Iglesia de S. Cristo en Brescia, a manos del obispo Giacinto Tredici.
- Docente del Seminario y vicario cooperador en la parroquia de San Benito en Brescia (1960-1961).

#### Diplomacia
Ingresó al servicio diplomático de la Santa Sede, el 1 de julio de 1963. Trabajó hasta 1967 como secretario de la nunciatura en Panamá.
El 7 de enero de 1964, le fue otorgado el título de camarero secreto supernumerario de Su Santidad (título cambiado a Capellán de Su Santidad, cuando se reformó la Curia en 1967). 
De 1967 a 1971 fue secretario de la nunciatura en Irán.

#### Curia romana
En enero de 1971 fue llamado al Vaticano, y fue ascendido a auditor de nunciatura, 2.ª clase, trabajó en la Secretaría de Estado y secretario del arzobispo Giovanni Benelli, suplente de la Secretaría de Estado (1971-1977). Auditor de primera clase, 1974. Consejero de nunciatura, 1976.
El 12 de diciembre de 1979, fue nombrado asesor de la Secretaría de Estado de la Santa Sede.

### Episcopado
El 9 de octubre de 1987, el papa Juan Pablo II lo nombró secretario de la Congregación para los Obispos y arzobispo titular de Vescovio. Fue consagrado el 7 de noviembre del mismo año, en la Basílica de San Pedro; a manos del papa Juan Pablo II.
El 12 de diciembre de 1989, fue nombrado sustituto de la Sección de Asuntos Generales, en la Secretaría de Estado de la Santa Sede.
El 16 de septiembre de 2000, fue nombrado prefecto de la Congregación para los Obispos y presidente de la Pontificia Comisión para América Latina.

### Cardenalato
Fue creado cardenal por el papa Juan Pablo II durante el consistorio del 21 de febrero de 2001, con el titulus de cardenal presbítero de Santos XII Apóstoles. Toma posesión del título el 18 de marzo del mismo año.
El 15 de marzo de 2001, con motivo de la X Asamblea General Ordinaria del Sínodo de los obispos (30 de septiembre-27 de octubre de 2001), fue nombrado presidente delegado. El 15 de mayo del mismo año, fue nombrado miembro de la Congregación para la Doctrina de la Fe. El 18 siguiente, fue nombrado miembro del Consejo de Cardenales y Obispos de la Sección para las Relaciones con los Estados de la Secretaría de Estado de la Santa Sede.
El 22 de febrero de 2002, fue nombrado miembro de la Comisión Pontificia para el Estado de la Ciudad del Vaticano. El 1 de octubre de siguiente, fue promovido al orden de los obispos del Colegio Cardenalicio, asignándole la sede suburbicaria de Sabina-Poggio Mirteto; de la que tomó posesión el 22 de diciembre.
El 30 de abril de 2004, fue nombrado enviado especial del Papa, a las celebraciones del 750° aniversario de la consagración de la Basílica de San Francisco de Asís (Italia), programada para 23 de mayo de siguiente.
El 2 de abril de 2005, tras la muerte de Juan Pablo II, pierde sus cargos en los dicasterios de los que es presidente o miembro, de acuerdo con la constitución apostólica Pastor Bonus. Participó como cardenal elector que participó en el Cónclave que conducirá a la elección del Benedicto XVI; este último, el 21 de abril siguiente, renueva los nombramientos curiales del cardenal Re donec aliter provideatur ("hasta que se disponga lo contrario").
El 19 de mayo de 2005, fue nombrado miembro de la Administración del Patrimonio de la Sede Apostólica.
Asistió a la XI Asamblea General Ordinaria del Sínodo de los obispos, Ciudad del Vaticano (2-23 de octubre de 2005). 
El 7 de octubre de 2006, fue nombrado enviado especial del Papa a la celebración conclusiva del IX centenario de la dedicación de la Catedral de Parma (Italia), programada para el 4 de diciembre siguiente.
El 12 de diciembre de 2006, fue nombrado uno de los tres presidentes de la V Conferencia General del Episcopado Latinoamericano que tuvo lugar en Aparecida (Brasil), del 13 al 31 de mayo de 2006.

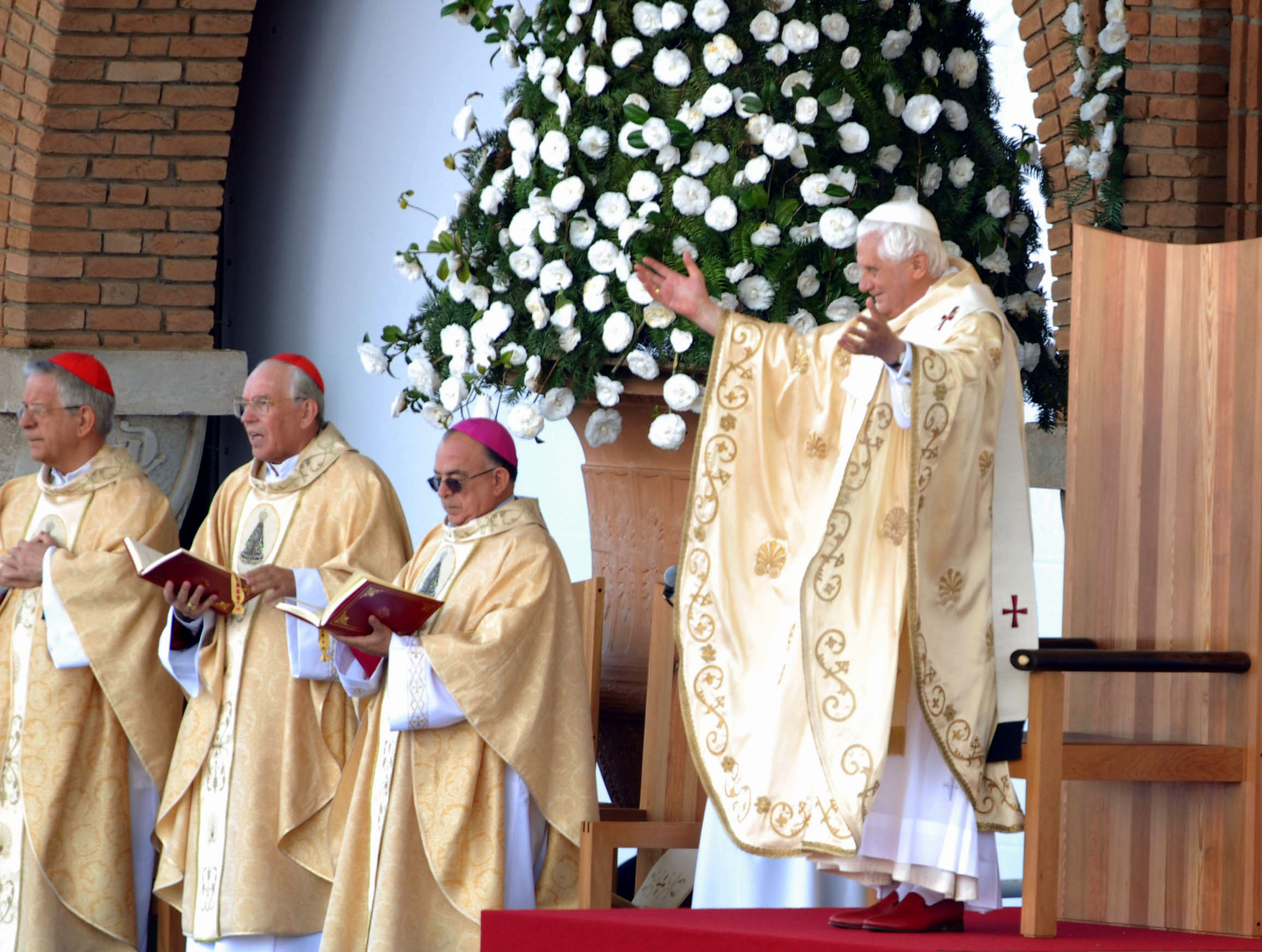
Re (segundo a la izquierda), junto a Benedicto XVI.

El 8 de enero de 2007, fue nombrado miembro de la Congregación para la Evangelización de los Pueblos.
El 8 de marzo de 2008, fue nombrado miembro de la Congregación para las Iglesias Orientales. El 6 de mayo siguiente, fue nombrado miembro del Pontificio Consejo para los Textos Legislativos.
Asistió a la XII Asamblea General Ordinaria del Sínodo de los Obispos, Ciudad del Vaticano, del 5 al 26 de octubre de 2008, sobre "La Palabra de Dios en la vida y misión de la Iglesia". 
Participó en la Segunda Asamblea Especial para África del Sínodo de los Obispos, (4-25 de octubre de 2009), Ciudad del Vaticano, sobre el tema: "La Iglesia en África, al servicio de la Reconciliación, la Justicia y la Paz: Vosotros sois la sal de la tierra, sois la luz del mundo".
El 17 de mayo de 2010, fue nombrado enviado especial del Papa a la celebración del IV centenario de la arquidiócesis de Arequipa (Perú), programada del 14 al 18 de julio siguiente. El 26 de junio del mismo año, fue nombrado enviado especial del Papa a la celebración del XV Centenario del Santuario de Santa Maria delle Grazie Madonna della Mentorella (diócesis de Tívoli, Italia), programada para el 29 de agosto siguiente.
El 30 de junio de 2010, el papa Benedicto XVI, le aceptó la renuncia a los cargos de prefecto de la Congregación para los Obispos y presidente de la Pontificia Comisión para América Latina.
El 2 de julio de 2011, fue nombrado enviado especial del Papa al XXV Congreso Eucarístico Nacional Italiano, que tuvo lugar en Ancona, programado del 3 al 11 de septiembre siguiente.
Cuando el papa Benedicto XVI renunció el 28 de febrero de 2013, los cardenales Angelo Sodano y Roger Etchegaray, decano y subdecano del Colegio Cardenalicio respectivamente, tenían más de 80 años y, por lo tanto, no podían participar en el cónclave para elegir a su sucesor. Re, como cardenal elector primero por orden y antigüedad, presidió el cónclave que eligió al cardenal Jorge Mario Bergoglio como papa Francisco. En la toma de posesión del nuevo Papa el 19 de marzo de 2013, Re fue uno de los seis cardenales que hicieron profesión pública de obediencia al nuevo Papa en nombre del Colegio Cardenalicio.
En 2014, cumplió 80 años, con lo cual perdió su participación en cualquier eventual cónclave.
El 16 de abril de 2016, el Papa lo nombró enviado papal especial al XI Congreso Eucarístico Nacional de Argentina que, en el Bicentenario de la Independencia, celebró en la ciudad de San Miguel de Tucumán del 16 al 19 de junio de 2016.

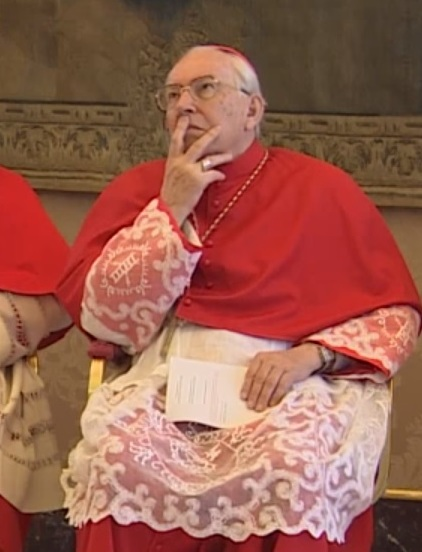
Re en abril de 2017.

El 10 de junio de 2017, el Papa aprobó su elección -realizada por los Cardenales de la Orden de los Obispos-, como Vicedecano del Colegio Cardenalicio.
El 17 de agosto de 2017, el Papa lo nombró enviado papal especial a las celebraciones del III Centenario del hallazgo de la imagen de Ntra. Sra. de Aparecida, patrona de Brasil, programadas del 10 al 12 de octubre siguiente, en el Santuario Nacional de Aparecida.
El 18 de enero de 2020, el Papa aprobó su elección -realizada por los Cardenales del Orden de los Obispos-, como Decano del Colegio Cardenalicio. El 25 siguiente, se hizo público el nombramiento, asumiendo el título de la sede suburbicaria de Ostia. Recibió el palio de manos del papa Francisco el 29 de junio. Tomó posesión del Título de Sede Suburbicaria de Ostia, en la Catedral de Sant'Aurea en Ostia Antica, el 14 de noviembre del mismo año. 

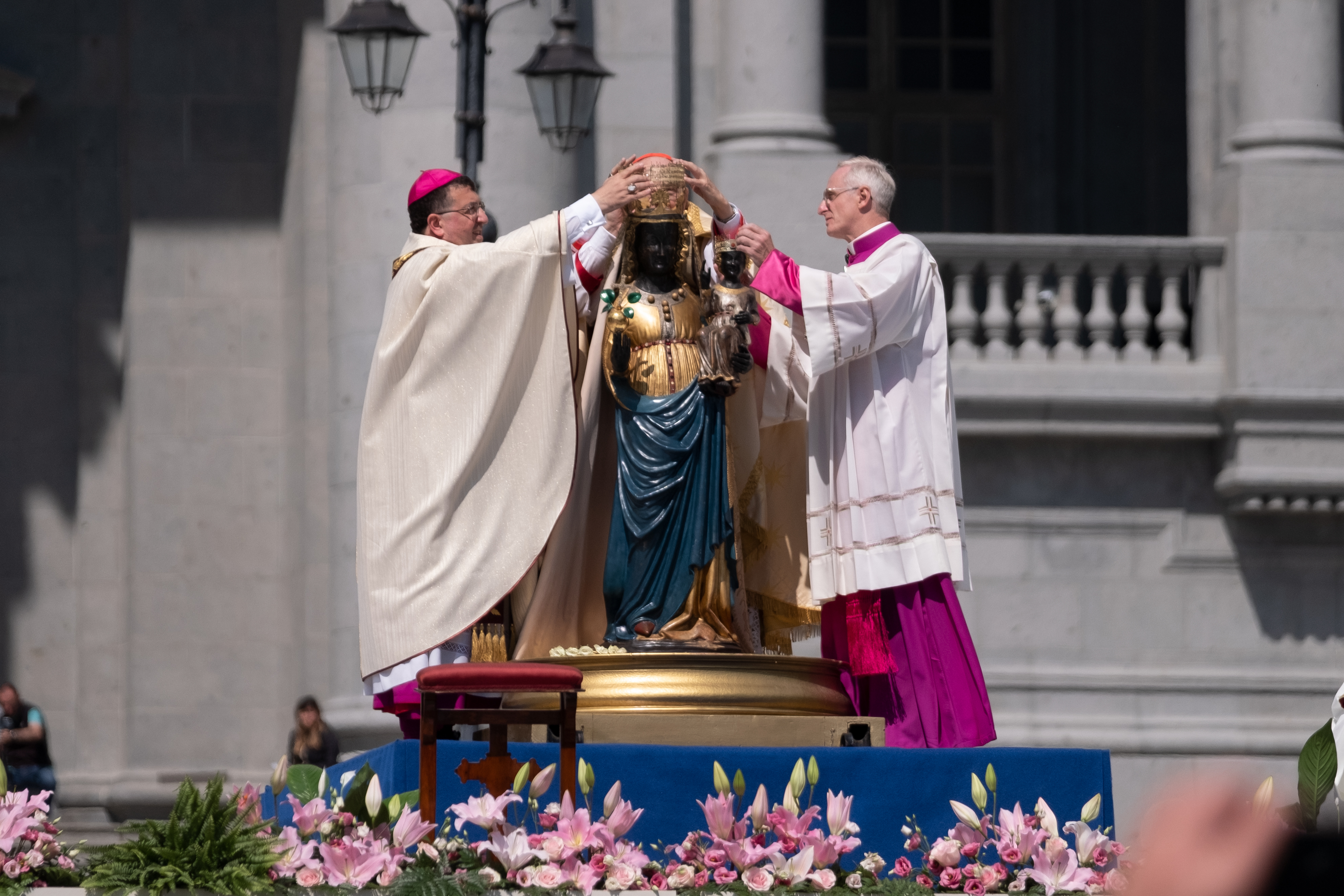
Re en la coronación de la Virgen Negra de Oropa, 2021.

El 26 de junio de 2021, el Papa lo nombró legado pontificio para la Coronación del V Centenario de la Virgen Negra de Oropa, prevista en el Santuario Mariano de la diócesis de Biella (Italia), el 29 de agosto de siguiente, último domingo de agosto, día en el que desde 1620, cada 100 años se corona la efigie de la Santísima Virgen María.
Como Decano del Colegio Cardenalicio, presidió, junto con el papa Francisco, el funeral del papa Benedicto XVI el 5 de enero de 2023.
El 7 de enero de 2025, el papa Francisco le renovó el cargo de Decano del Colegio Cardenalicio, habiendo cumplido su primer ciclo de cinco años de mandato. Re gozó de un alto aprecio por parte del papa Francisco, quien elogió públicamente su honestidad y coraje al expresar sus opiniones y sentimientos directamente, incluso cuando criticó su liderazgo, en contraste con aquellos que murmuraron o criticaron en otros espacios sin comunicárselo directamente.
El 26 de abril de 2025, Re ofició el funeral del papa Francisco. También presidió las Congregaciones Generales del Colegio Cardenalicio que condujeron al cónclave de 2025. Sin embargo, él, junto con el vicedecano Leonardo Sandri, no presidió el cónclave, ya que tenía más de 80 años en el momento de la sede vacante. Esta tarea fue confiada al cardenal obispo elector de mayor edad en ese momento, Pietro Parolin. No obstante, Re presidió la Missa Pro Eligendo Romano Pontifice en la mañana del 7 de mayo de 2025, antes de que el cónclave comenzara esa misma tarde.
El mensaje de Re al cardenal Parolin “Auguri... doppi” (“felicidades por partida doble”, en español) durante la Missa Pro Eligendo Romano Pontifice generó suspicacias en los medios de comunicación antes del cónclave, siendo un posible guiño de reconocimiento del papel de Parolin durante el cónclave.